# Huang Zhihong
Huang Zhihong (Lanxi, 7 mei 1965), is een voormalige Chinese kogelstootster. Ze is tweevoudig wereldkampioene, tweevoudig Aziatische kampioene en meervoudig Chinees kampioene op deze discipline. Met 20,00 meter heeft ze sinds 1994 het meetingrecord in handen op de Nacht van de Atletiek, dat jaarlijks in de Belgische gemeente Heusden-Zolder gehouden wordt.
Haar doorbraak maakte ze in 1986 met het winnen van een gouden medaille op de Aziatische Spelen. Bij haar olympische debuut in 1988 behaalde kwalificeerde ze zich meteen in de finale waar ze een achtste plaats behaalde. In totaal nam ze viermaal deel aan een WK, waarbij haar beste deelnames die van 1989 en 1991 waren met het winnen van de wereldtitel. Met een PR van 21,52 meter won ze de Chinese kampioenschappen in 1990. Bij de Aziatische Spelen dat jaar werd ze tweede. In 1991 won ze op het WK indoor een zilveren medaille met een persoonlijk record van 20,33 m.
Op de Olympische Spelen van 1992 in Barcelona behaalde ze een zilveren medaille bij het kogelstoten. Met een beste poging van 20,47 eindigde ze achter de Russische Svetlana Kriveljova (goud; 21,06) en voor de Duitse Kathrin Neimke (brons; 19,78).

## Titels
- Wereldkampioen kogelstoten - 1991, 1993
- Aziatisch kampioen kogelstoten - 1989, 1991
- Chinees kampioene kogelstoten - 1988, 1989, 1990, 1991, 1992

## Persoonlijke records
| Onderdeel             | Prestatie | Datum         | Plaats  |
| --------------------- | --------- | ------------- | ------- |
| kogelstoten (outdoor) | 21,52 m   | 27 juni 1990  | Peking  |
| kogelstoten (indoor)  | 20,33 m   | 10 maart 1991 | Sevilla |

## Palmares

### Kogelstoten
- 1986:  Aziatische Spelen - 17,51 m
- 1987: 11e WK - 19,35 m
- 1988: 8e OS - 19,82 m
- 1989:  WK indoor - 20,25 m
- 1989:  Aziatische kampioenschappen - 19,69 m
- 1989:  Universiade - 20,56 m
- 1989:  Wereldbeker - 20,73 m
- 1990:  Aziatische Spelen - 20,46 m
- 1990:  Goodwill Games - 20,50 m
- 1991:  WK indoor - 20,33 m
- 1991:  Aziatische kampioenschappen - 17,51 m
- 1991:  WK - 20,83 m
- 1991:  Grand Prix Finale - 20,06 m
- 1992:  OS - 20,47 m
- 1993:  WK - 20,57 m
- 1994:  Goodwill Games - 20,08 m
- 1994:  Wereldbeker - 19,45 m
- 1995:  WK indoor - 18,67 m
- 1995:  WK - 20,04 m
- 1995:  Goodwill Games - 19,94 m
- 1997: 5e WK indoor - 18,67 m
- 1997: 4e WK - 19,15 m
- 1997: 4e Grand Prix Finale - 18,89 m

1983 Helena Fibingerová ·
1987 Natalja Lisovskaja ·
1991 Huang Zhihong ·
1993 Huang Zhihong ·
1995 Astrid Kumbernuss ·
1997 Astrid Kumbernuss ·
1999 Astrid Kumbernuss ·
2001 Janina Koroltsjik ·
2003 Svetlana Kriveljova ·
2005 Nadzeja Astaptsjoek ·
2007 Valerie Vili ·
2009 Valerie Vili ·
2011 Valerie Adams ·
2013 Valerie Adams ·
2015 Christina Schwanitz ·
2017 Gong Lijiao ·
2019 Gong Lijiao ·
2022 Chase Ealey ·
2023 Chase Ealey
- World Athletics: 14266261